# اليوم الرياضي لدولة قطر
اليوم الرياضي لدولة قطر هو حدث رياضي وإجازةٌ رسمية يحدث كل سنة في يوم الثلاثاء من الأسبوع الثاني من شهر فبراير. والهدف من هذا اليوم هو تشجيع جميع مواطنين من مختلف الأعمار في دولة قطر على ممارسة الأنشطة الرياضية، سواء كان ذلك بشكلٍ فردي، أو مع الأصدقاء، أو أفراد الأسرة.

## التاريخ
كل أول يوم رياضي لدولة قطر في شهر فبراير من عام 2012م بعد صدور نص القرار الأميري رقم 80 لسنة 2011م، والذي نص على أن يكون يوم الثلاثاء من الأسبوع الثاني من شهر فبراير من كل عام يوماً رياضياً للدولة وإجازة رسمية مدفوعة الأجر. كما وأن تتولى الوزارات والأجهزة الحكومية الأخرى والهيئات والمؤسسات العامة، والجهات والمؤسسات والكيانات التابعة لها، وكافة الجهات العاملة في الدولة بما في ذلك القطاع الخاص، تنظيم فعاليات رياضية وحركية في اليوم الرياضي للدولة، يشارك فيها العاملون والمنتسبون إليها، بما يتناسب مع أوضاعهم وأعمارهم، لتحقيق الوعي بأهمية الرياضة ودورها في حياة الأفراد والمجتمعات. وأن تتولى هذه الجهات تزويد المشاركين بما يلزم للمشاركة في الفعاليات الرياضية المنظمة.

## الفعاليات والأنشطة
تُنظم العديد من الأنشطة الرياضية مثل: كرة القدم، وكرة السلة، وكرة المضرب، وركوب الدرجات الهوائية، والسباحة، والتايكوندو، وبعض المسابقات الرياضية الترفيهية لجميع الفئات العمرية. وتساعد هذه الأنشطة والفعاليات المتنوعة على جمع جميع فئات المجتمع تحت سقف الرياضة وتنمية روح الفريق، والوحدة، واللياقة البدنية والصحية. كما تقوم العديد من الوزارات والمؤسسات وشركات القطاع الخاص مثل: المدينة الرياضية وزارة الصحة العامة ومؤسسة حمد الطبية والجنة الأولمبية القطرية بتنظيم الأنشطة والفعاليات في اليوم الرياضي لموظفيها وللعامة. بالإضافة إلى ذلك هناك الكثير من الأنشطة الرياضية ذات طابعٍ من الثقافة القطرية مثل بطولة التجديف بقوارب الشواحف التقليدية، والتي تعمل على التذكير بالتراث الرياضي والطريق الذي صنعه في تطور دولة قطر من الناحية الرياضية.